# دوك باركر
دوك باركر (بالإنجليزية: Doc Parker)‏ هو لاعب كرة قاعدة أمريكي، ولد في 14 يونيو 1872 في Theresa, New York ‏ في الولايات المتحدة، وتوفي في 3 مارس 1941 في شيكاغو في الولايات المتحدة.